# Doelsaldo
Binnen sporten zoals voetbal en ijshockey is het doelsaldo het aantal gemaakte doelpunten min het aantal doelpunten tegen. Het doelsaldo wordt vaak gebruikt als de eerste tie-breaker bij competities om teams met een gelijk aantal punten te rangschikken. Bij sporten met een complexer scoresysteem, zoals rugby of basketbal, wordt de term puntensaldo gebruikt (aantal behaalde punten min het aantal punten tegen).
Doelgemiddelde is een andere rekenmethode die ouder is dan het doelsaldo. Deze methode deelt het aantal gemaakte doelpunten door het aantal doelpunten tegen. Het doelgemiddelde werd in het wereldkampioenschap voetbal 1970 vervangen voor het gebruik van doelsaldo en is sinds de Engelse voetbalkampioenschap 1976/77 ook de standaard in de Engelse Football League. Het doelgemiddelde wordt nog wel gebruikt als tie-breaker in het Australian football met de naam percentage. Het wordt berekend als het aantal behaalde punten gedeeld door het aantal punten tegen keer 100.